# Jodenbuurt (Den Haag)

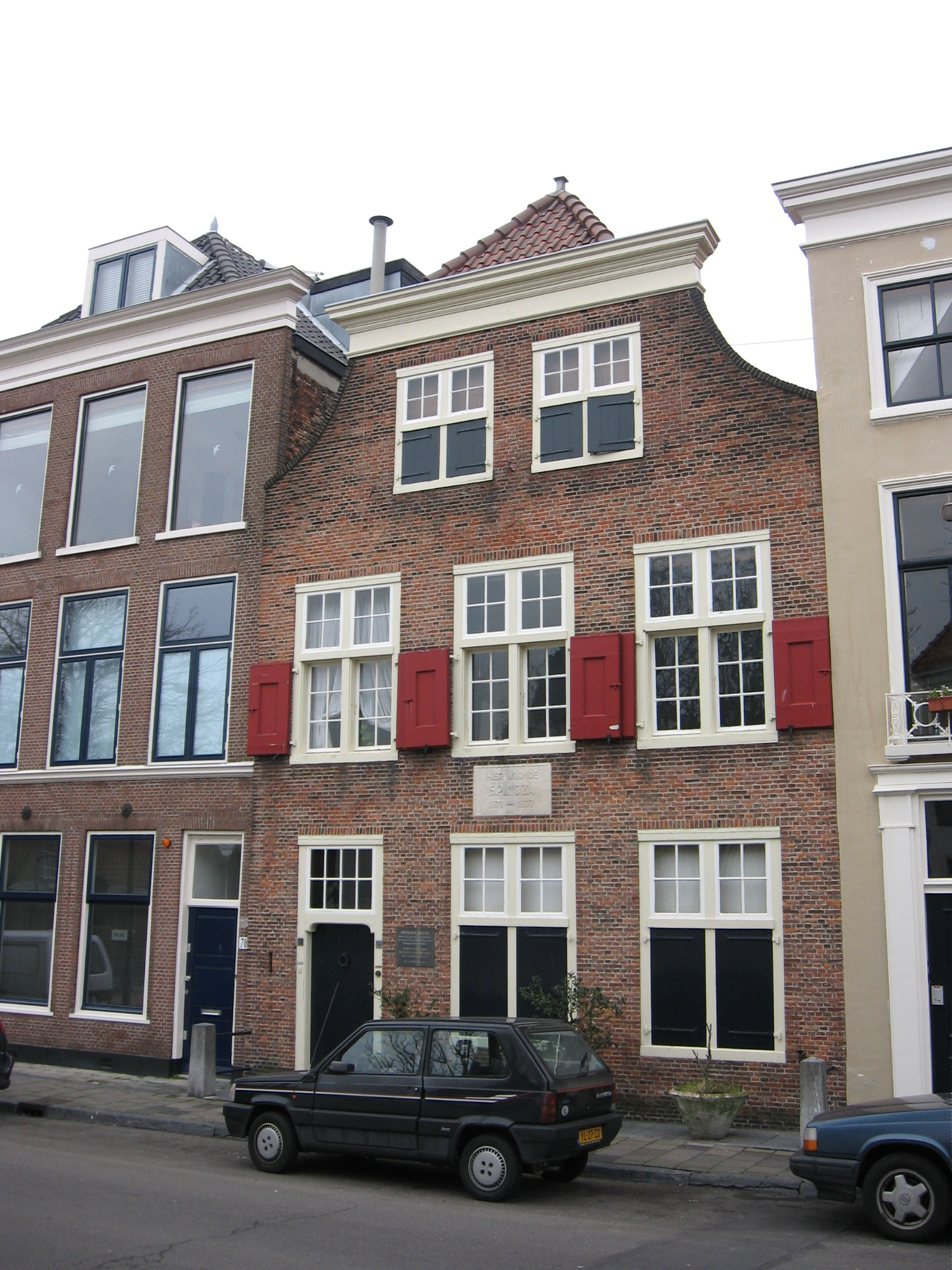
Spinozahuis aan de Paviljoensgracht

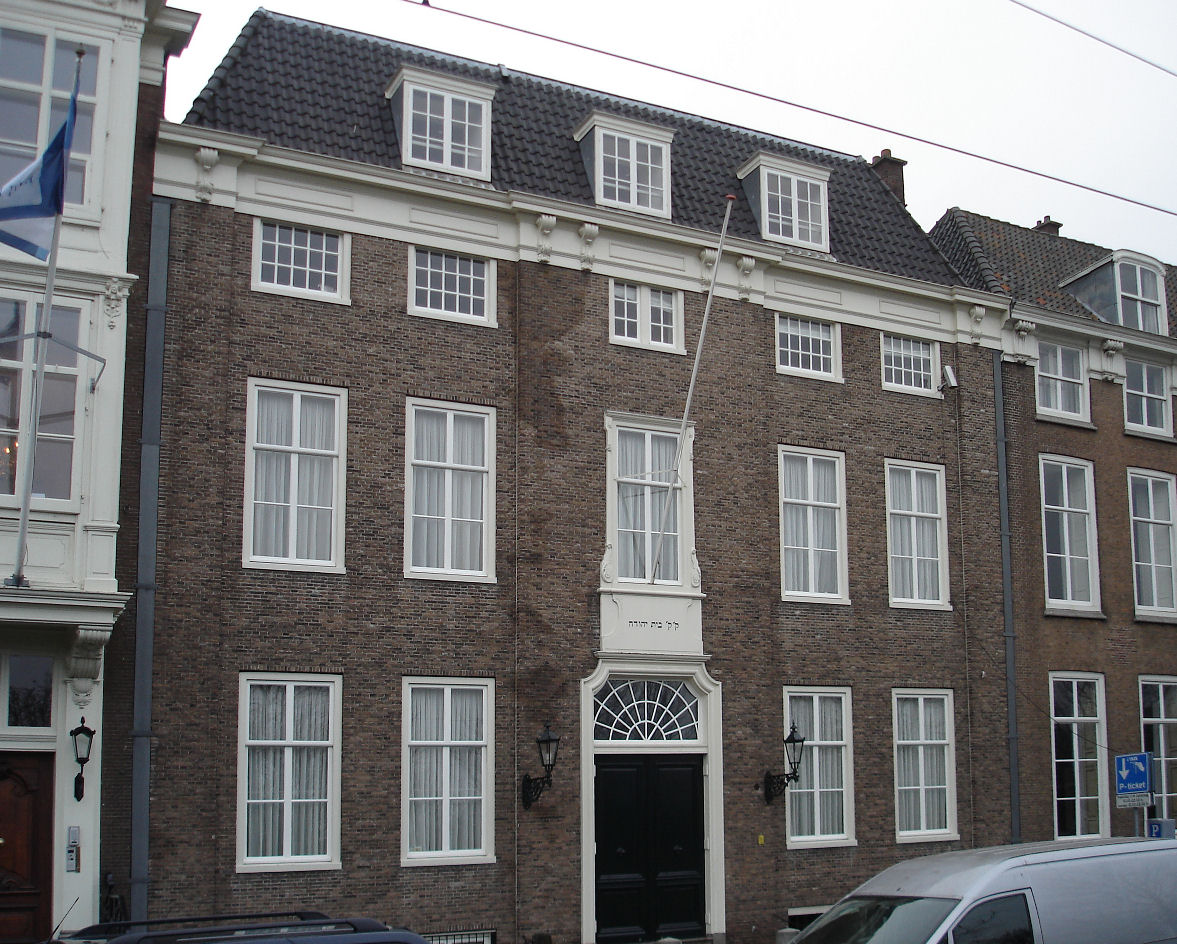
Synagoge aan de Jan Evertstraat

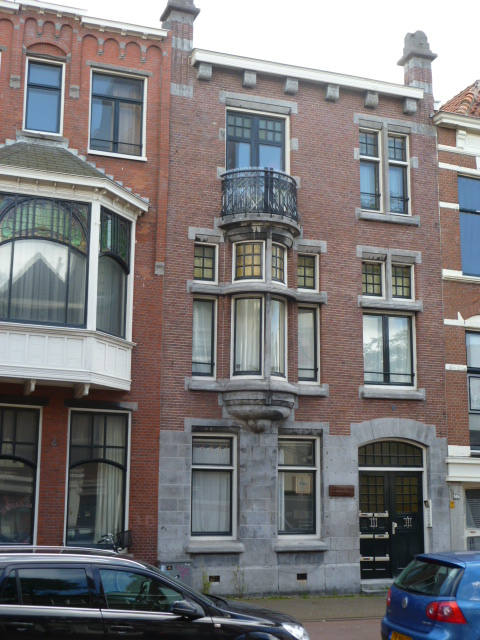
Stille Veerkade 20 voormalig Joods weeshuis (1849-1880)

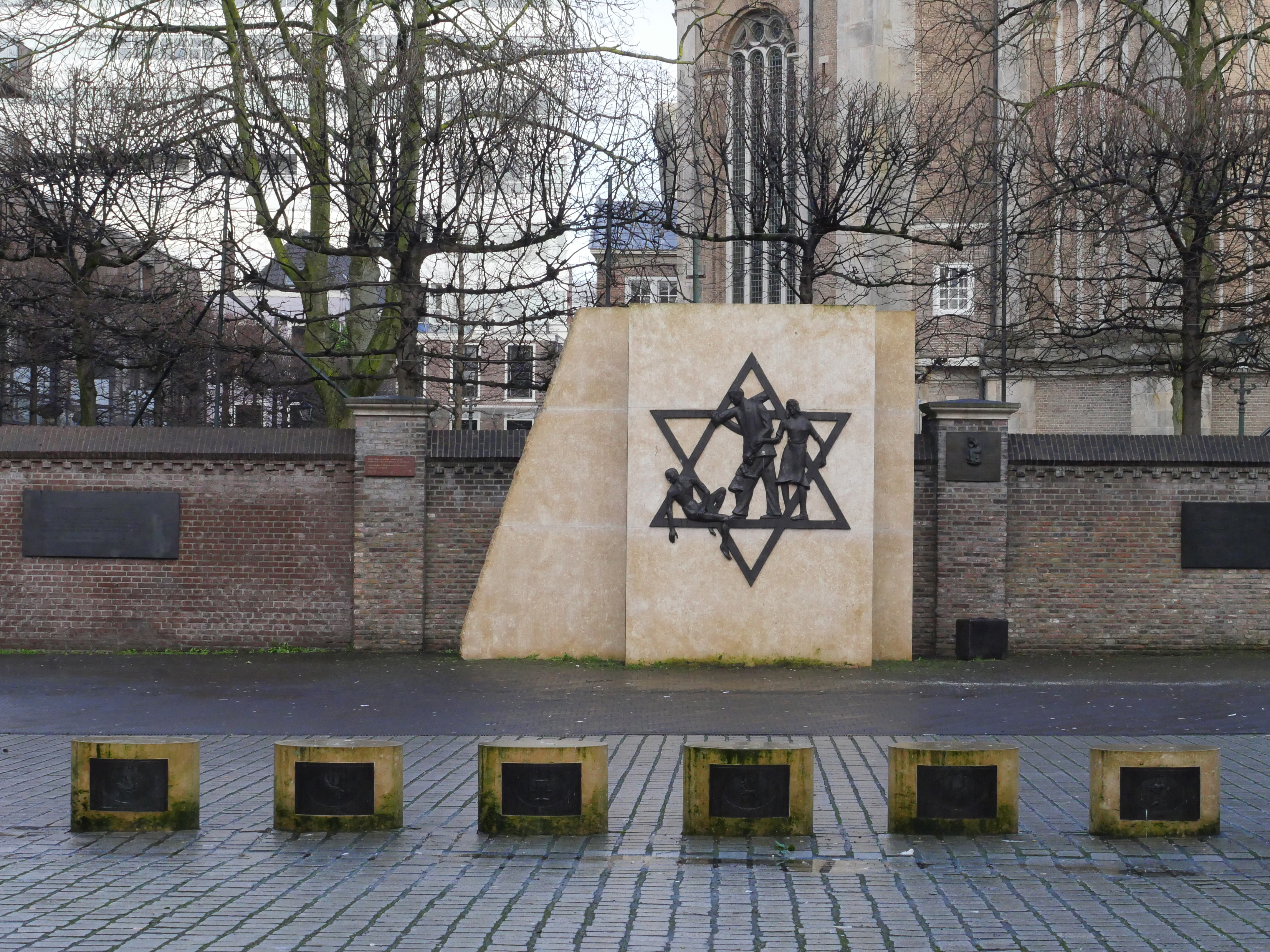
Monument in De Buurt van Dick Stins

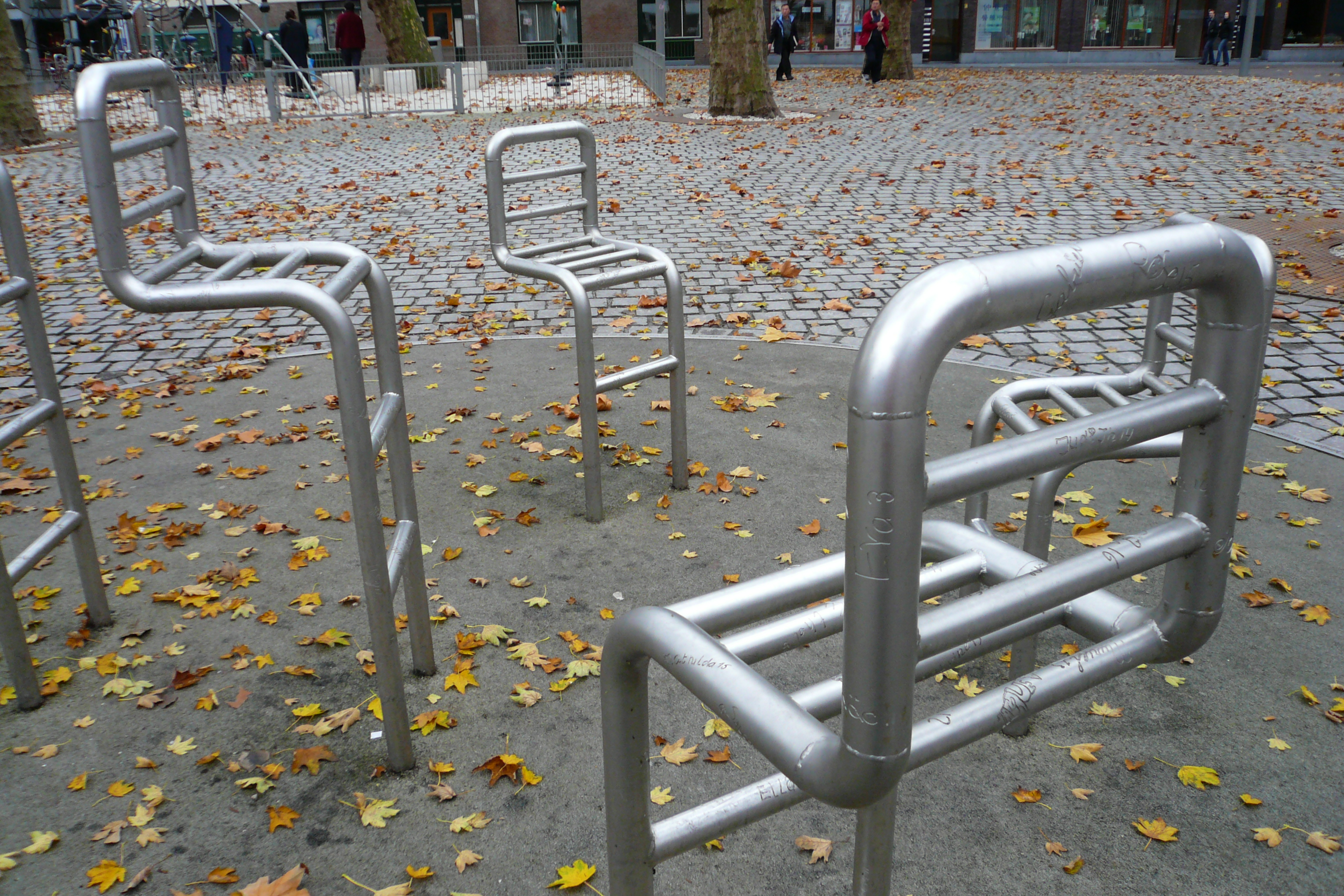
Joods Kindermonument aan het Rabbijn Maarssenplein

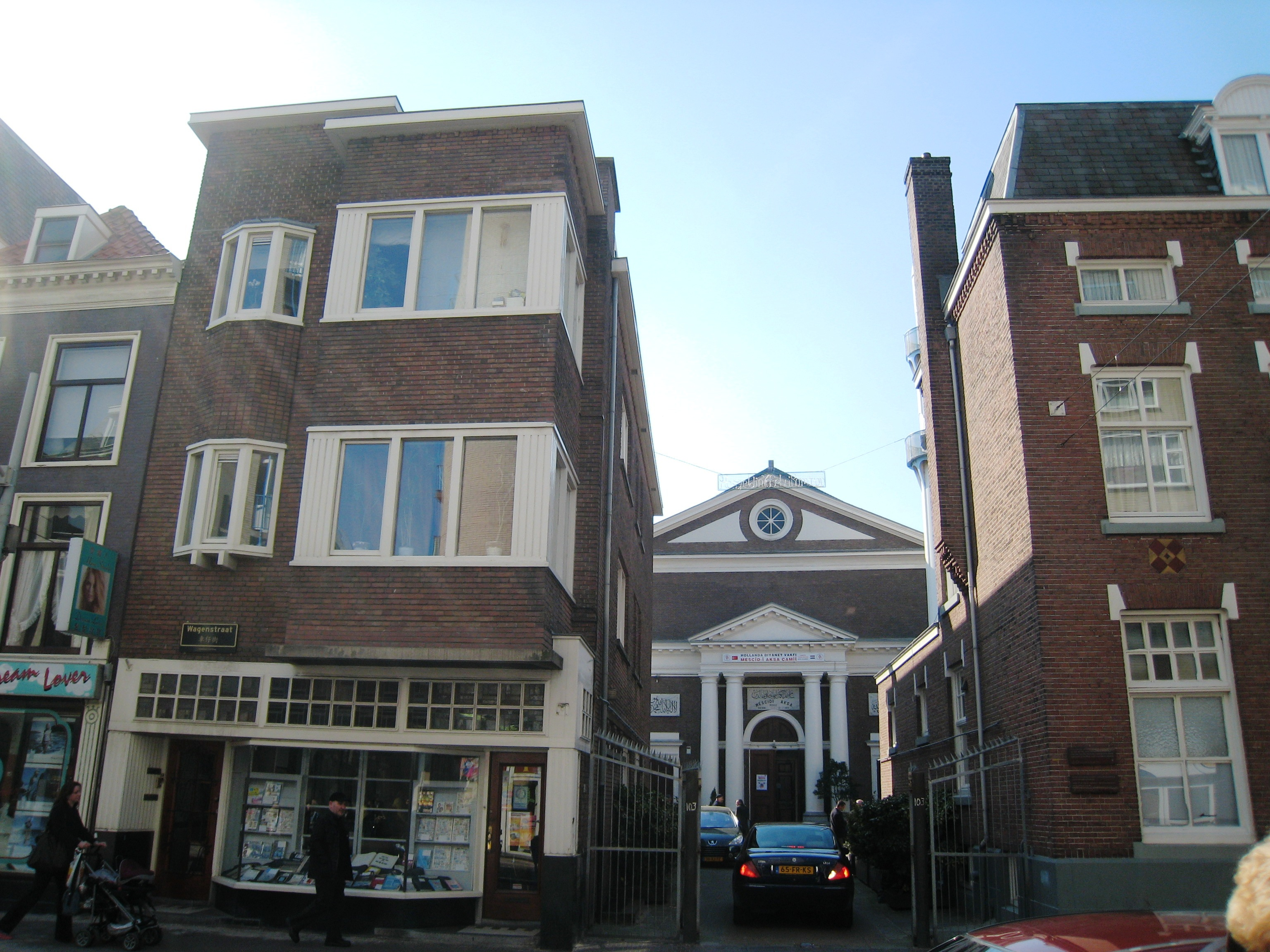
Op de achtergrond de voormalige synagoge aan de Wagenstraat, thans de Mescidi Aksamoskee

De Jodenbuurt in Den Haag was voor de Tweede Wereldoorlog de buurt waar de meeste Joden in deze stad woonden. De buurt lag achter de Nieuwe Kerk aan het Spui, tussen de Stille- en Amsterdamse Veerkade, de Gedempte Burgwal en de Gedempte Gracht. Sinds de jaren tachtig van de twintigste eeuw is hier de Haagse Chinatown te vinden.

## Vestiging
De eerste maal dat in een historische bron melding wordt gemaakt over een Joodse inwoner in Den Haag is omstreeks 1343. Later kende Den Haag tot omstreeks 1600 nog slechts bekeerde Joden als inwoners. Albrecht van Beieren, hertog van Beieren en graaf van Holland, bewoner van het Haagse Binnenhof, beloonde Haagse Joden die zich bekeerden tot het christendom.
Na 1600 arriveerde de Sefardische Joden uit Spanje, Portugal en Italië. Die Joden vestigden zich rond 1625 in Den Haag; het waren Sefardische Joden die eerst uit Spanje en daarna uit Portugal verdreven waren omdat zij zich niet tot het katholicisme wilden bekeren. De Sefardim waren meestal in goeden doen en vestigden zich in de betere delen van de stad zoals de Lange en Korte Vijverberg en de Dennewegbuurt. De naam van het plein Lissabon bij de Denneweg herinnert nog aan hen. Vanaf circa 1670 vestigden zich ook Asjkenazische Joden in Den Haag. Deze uit Duitsland en Oost-Europa afkomstige Joden waren doorgaans veel armer dan de Sefardische Joden. Ze vestigden zich in een arme buurt rondom de tussen 1649 en 1656 gebouwde Nieuwe Kerk aan het Spui. Deze Jodenbuurt werd al snel ‘De Buurt’ genoemd en besloeg in aanvang de straten tussen het Spui en de Wagenstraat, zoals de Voldersgracht, de Bezemstraat en de Sint Jacobsstraat. De Buurt stond vanwege de armoedige leefomstandigheden niet goed bekend; beter gesitueerde Asjkenazische Joden vestigden zich daarom iets buiten de grenzen van de oorspronkelijke buurt aan de Wagenstraat, het Spui, de Amsterdamse Veerkade en de Bierkade. De filosoof Baruch Spinoza woonde van 1669 tot zijn dood in 1677 in de buurt; het huis waar hij woonde aan de Paviljoensgracht 72 bestaat nog steeds en heet nu het Spinozahuis.
Vanwege de gildebepalingen mochten de Joden geen ambacht uitoefenen. Daarom waren ze in Den Haag - net als elders - voornamelijk actief in de handel en in beroepen waarvoor geen gilde bestond. In de Haagse Jodenbuurt waren dan ook veel markten en winkels te vinden. Na verloop van tijd kwamen er ook synagogen, joodse scholen en een joods cultureel centrum. De Hoogduitse Joden (Asjkenazim) hadden hun eigen armenzorg die werd betaald met de opbrengst uit collectes en een heffing op koosjer vlees. Het Joodse armenbestuur heeft tot aan de Tweede Wereldoorlog bestaan.
In 1707 werd door de Sefardische Joden de Haagse Portugees-Joodse Synagoge gesticht, aanvankelijk in een woonhuis. In 1726 verhuisde deze gemeenschap naar een nieuwe synagoge aan de Jan Evertstraat. Aan de Voldersgracht werd in 1723 de Hoogduitse synagoge in gebruik genomen, en in 1844 verhuisde deze synagoge naar een nieuwe synagoge aan de Wagenstraat 101. In 1879 verrees er een tweede synagoge, wederom aan de Voldersgracht. In een andere wijk, achter Plein 20, vlak bij het Binnenhof, bevond zich een kleine privésynagoge die eigendom was van de bankiersfamilie Edersheim.

## Uitbreiding van de Joodse gemeente
Omstreeks 1850 woonden er ongeveer 2500 Joden in Den Haag, merendeels in de straten en steegjes in de Joodse Buurt achter het Spui. Hier sloeg de cholera-epidemie van 1849 zeer hevig toe. Op initiatief van Berisch Samuel Berenstein, opperrabbijn van de Nederlandsch-Israëlitische gemeente te 's-Gravenhage (NIG), kwam op 19 augustus 1849 - kort na de beëindiging van de cholera-epidemie in Den Haag - een commissie bijeen om een Joods weeshuis op te richten. De officiële ingebruikneming van het weeshuis aan de Stille Veerkade 20 vond plaats op 28 januari 1850. In 1880 verhuisden de weeskinderen naar de Raamstraat 45 en in 1932 naar de Pletterijstraat 66.
Vanaf het einde van de negentiende eeuw tot aan de Tweede Wereldoorlog groeide de joodse gemeenschap in Den Haag tot circa 17.000 mensen. De groeiende joodse bevolking vestigde zich niet meer alleen in De Buurt maar verspreidde zich over de stad. In 1938 werd een nieuwe synagoge aan de Carpentierstraat in gebruik genomen. Ook in Scheveningen ontstond een joodse gemeenschap; deze behoudende gemeente kreeg in 1926 een synagoge aan de Harstenhoekweg.

## Tweede Wereldoorlog
Direct na de bezetting in mei 1940 werden bureaus van de Duitse bezetters in Den Haag (de regeringsstad) gevestigd. In september 1940 moesten de Joden uit Scheveningen vertrekken en traden er anti-joodse maatregelen in werking zoals de registratie van joodse personen en hun bezit, uitsluiting uit beroepen en het ontslag van joodse ambtenaren. In september 1941 werden joodse kinderen uitgesloten van onderwijs waarna er joodse scholen voor lager-, middelbaar- en beroepsonderwijs werden geopend vooral in De Buurt. Deze scholen bleven tot het einde van de deportaties in september 1943 bestaan. Het aantal anti-joodse maatregelen nam hand over hand toe, zeker toen Den Haag een NSB-burgemeester kreeg. In augustus 1942 begonnen de deportaties, die ten gevolge van de collaboratie van de Haagse politie efficiënt verliepen. Aanvankelijk was het huis van bewaring in Scheveningen (beter bekend als het Oranjehotel) de verzamelplaats voor Haagse Joden die op transport werden gesteld. Later diende het Joodsch Tehuis aan de Paviljoensgracht 27a - toentertijd een joods cultureel centrum - als startpunt van de deportaties. Een gedenksteen in de gevel herinnert daar nog aan. De deportaties gingen door tot 30 september 1943, toen het overgrote deel van de Haagse joden was weggevoerd.

## Na 1945
Na 1945 waren er van de 17.000 Haagse Joden nog circa 2.000 over. De meesten van hen hadden de oorlog als onderduiker overleefd, slechts een klein aantal Haagse Joden overleefde de concentratiekampen en keerde terug naar de stad. De synagogen in Den Haag zijn in de oorlog vrijwel allemaal geplunderd en beschadigd of verwoest. Alleen de Portugese Synagoge aan de Jan Evertstraat kwam de bezettingstijd ongeschonden door; de religieuze voorwerpen werden in Amsterdam verborgen en zijn behouden gebleven.
Aanvankelijk werden na de oorlog de synagogen aan de Wagenstraat, de Carpentierstraat en de Harstenhoekweg hersteld en weer in gebruik genomen. Omdat de gemeente te klein was geworden, was het financieel niet haalbaar om de synagogen te behouden. De synagogen aan de Wagenstraat en de Carpentierstraat werden verkocht; in de voormalige synagoge aan de Wagenstraat is sinds eind jaren zeventig de Mescidi Aksamoskee gevestigd.
De privé-synagoge van de bankiersfamilie Edersheim in de achtertuin van het woonhuis aan Plein 20 verloor in 1942 haar functie, toen de familie het pand moest verlaten. Nu is de synagoge onderdeel van restaurant De Haagsche Kluis. De huidige synagoge van de joodse gemeente is te vinden aan de Cornelis Houtmanstraat.
De Portugees-Joodse gemeente telde voor de oorlog 400 leden, slechts enkelen van hen overleefden de oorlog. De Portugees-Joodse synagoge aan de Jan Evertstraat verloor hierdoor haar bestemming en kwam in handen van een projectontwikkelaar. In 1968 kon de Liberaal Joodse Gemeente de synagoge huren voor een symbolisch bedrag. In datzelfde jaar werd Awraham Soetendorp de eerste rabbijn; hij zou tot 2008 aanblijven. In 1972 kocht de gemeente Den Haag het gebouw en met financiële steun van de joodse gemeente en de overheid werd de synagoge opgeknapt. Sinds 1976 is de synagoge in handen van de Liberaal-Joodse gemeente.

## Van Jodenbuurt tot Chinatown
Vanaf de deportatie van de Joden in 1942 en 1943 stond De Buurt grotendeels leeg, ook na de oorlog bleef er veel leegstand. De huizen - die in de oorlog vaak al deels gesloopt waren door inwoners van Den Haag - verloederden verder. In de jaren zeventig van de twintigste eeuw was de wijk zozeer verpauperd dat het gemeentebestuur besloot in te grijpen: een deel van de huizen werd gerenoveerd, andere gingen tegen de vlakte en werden vervangen door nieuwbouw. Na de vernieuwing van De Buurt kwamen er meer en meer Chinezen in de wijk wonen; tussen de jaren tachtig en 2000 veranderde de voormalige Jodenwijk in een Haags Chinatown met Chinese supermarkten en veel Chinese eettentjes.

## Herinneringen aan Joods Den Haag

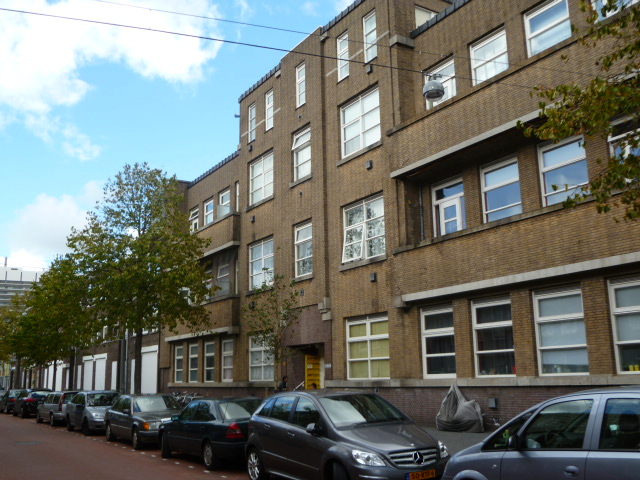
Joods Weeshuis Pletterijstaat 66

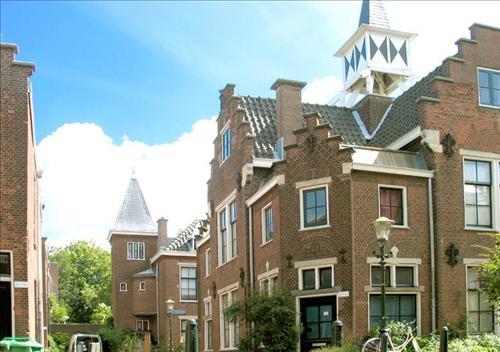
Van Ostadewoningen in de Jacob Catsstraat

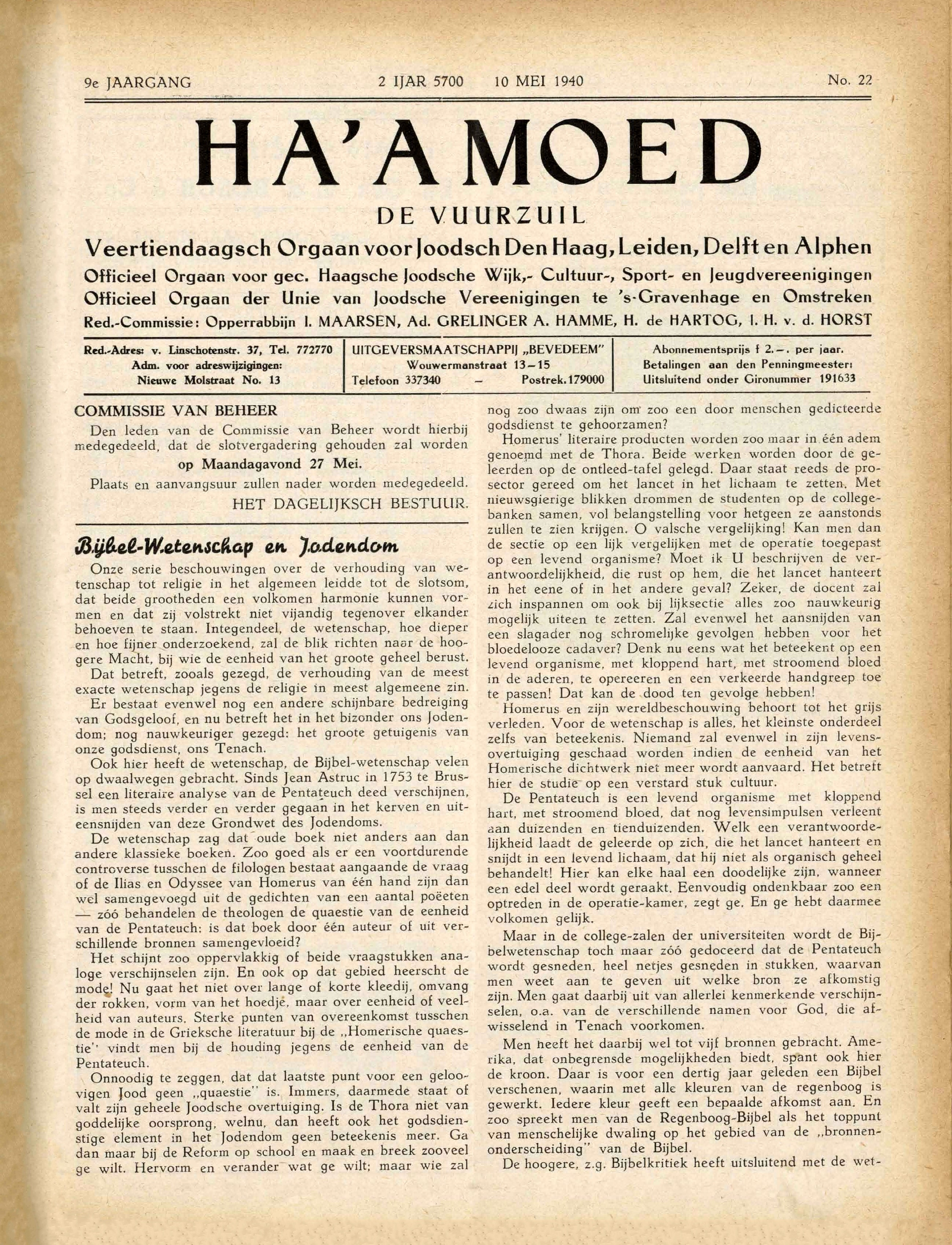
Ha'amoed 'De Vuurzuil' van 10 mei 1940. De Haagse Joodse gemeenschap kende een eigen tweewekelijkse krant. Opperrabbijn Isaac Maarsen was eindredacteur.

In tegenstelling tot de arme Buurt zijn de huizen waar rijkere Joden woonden in ‘Buurtschap 2005’ wel bewaard gebleven, maar niets herinnert nog aan hun vroegere bewoners. In de voormalige Buurt staan nog enkele oude panden aan de Wagenstraat en de Gedempte Burgwal die herinneren aan het joodse leven in deze wijk zoals het Israëlitisch Weeshuis uit 1850 aan de Stille Veerkade 20; dit weeshuis werd in 1880 verplaatst naar de Raamstraat 45 en in 1932 naar de Pletterijstraat waar het tot 1943 bewoond was.
Na de Tweede Wereldoorlog is het Joodse weeshuis niet meer heropend. In de hal van het gebouw aan de Pletterijstraat 66 kwam in 1955 een metalen plaquette, waar de deportatie van de bewoners van het weeshuis in 1943 jaarlijks herdacht werd. Het oude tegeltableau in de hal van het weeshuis met de namen van Samuel Edersheim en Elise Edersheim-van Kalker was door de Duitse bezetter na de deportatie van de bewoners van het weeshuis verwijderd. In mei 1955 is een nieuw tableau - met een identieke tekst als op het oude - tezamen met de gedenksteen onthuld. Dit tegeltableau bevindt zich nog steeds in de hal van het gebouw. De metalen plaquette bevindt zich sinds eind jaren zeventig bij het Joods Historisch Museum in Amsterdam.
Sinds 1987 zijn in het voormalige Joodse weeshuis aan de Pletterijstraat 66 22 HAT-eenheden (woningen voor een- of tweepersoonshuishoudens) gevestigd. Verder herinneren kleine gedenkbordjes aan de gevels in de voormalige Buurt nog aan de vroegere bewoners.
Achter de Nieuwe Kerk ligt tegenwoordig het Rabbijn Maarsenplein, dat tot 2006 het Bezemplein heette. Voor de oorlog stonden hier enkele scholen. Ongeveer 1700 Joodse kinderen uit Den Haag werden gedeporteerd en vermoord. Ter nagedachtenis aan deze kinderen staat hier sinds 2006 het Joods Kindermonument.
Het monument heeft de vorm van zes trappen of ladders, die je ook kunt zien als opgestapelde stoelen, die niet meer worden gebruikt, omdat de kinderen er niet meer zijn. Ze hebben allemaal een andere hoogte. Via een trap of ladder klim je omhoog, richting de hemel, waar de kinderen nu zijn. Op de stoelen zijn voornamen geschreven van omgekomen kinderen met daarachter hun leeftijden. Het monument is tegelijkertijd een speeltoestel voor kinderen en een monument.
In de muur van de aan dit plein gelegen Nieuwe Kerk is een replica van de gedenkplaat ‘Rachel weent’ aangebracht. Het origineel van deze in 1948 door beeldhouwer Theo van der Nahmer gemaakte gedenkplaat staat in het Museon.
Verder was er aan de rand van de oude Buurt, aan de Gedempte Gracht, nog een reliëf uit 1967 van beeldhouwer Dick Stins te vinden, dat na renovatie in 2007 weer onthuld was. Het monument vertoonde drie personen, een davidster en de tekst "Gedenk wat Amalek u gedaan heeft... vergeet het niet". Amalek staat voor ‘de vijand van Israël’. Dit kunstwerk is opgenomen in het in 2018 onthuld Joods Herdenkingsmonument, ontworpen door kunstenares Anat Ratzabi. 
Aan de Grote Marktstraat bevindt zich in de ondergrondse ruimte tegenover een Oosterse supermarkt, een plaquette op de plek waar de Thora-rollen van een sjoel lagen opgeslagen.
De schilder Corneille schonk een tegelwand aan het nieuwe Liberaal Joods Centrum naast de synagoge van de Liberaal-Joodse gemeente. Het kunstwerk heet ‘Oiseau de la paix’ (Vredesvogel) en bevat symbolen uit de joodse geschiedenis.
Aan de Gedempte Gracht waren vanaf rond 1930 de meeste joodse winkels gevestigd waar kosjere waar onder rabbinaal toezicht werd verkocht en dat moest voldoen aan de joodse spijswetten. Vanaf de opening in 1949 was op de hoek van de Gedempte Gracht en de Bezemstraat de levensmiddelenwinkel van de Amsterdamse Isaac Mouwes gevestigd, die op zondagen als enige winkel in Den Haag open was, maar op zaterdagen (Sabbath) gesloten was. Zoon Ben Mouwes leidde de zaak van 1985 tot aan de sluiting in 1993.
In de Schilderswijk herinneren de Van Ostadewoningen aan de Jacob Catsstraat nog aan de Joodse bewoners van Den Haag. Het hof is gebouwd tussen 1886 en 1898 door woningbouwvereniging Mischkenot Israel en was bedoeld voor joodse arbeiders. Het hof heet tegenwoordig Wijnand Esserhof; de joodse historie van deze panden is te herkennen aan de davidsterren in de gevels. Tegenwoordig wonen in deze woningen nog enkele Joden. Zij hebben regelmatig te maken met antisemitisme en verbergen daarom uit voorzorg hun Joodse afkomst door onder andere de mezoeza binnenshuis te hangen.
De oude Joodse begraafplaats lag niet in de Buurt maar vlak bij Scheveningen, deze begraafplaats bestaat nog steeds maar wordt niet meer gebruikt.
Op diverse plaatsen in de buurt herinneren Stolpersteine aan de tijdens de Bezetting weggevoerde Joodse bewoners.
Van de Joodse Buurt (De Buurt) is in 1996 in het atrium van het Haagse stadhuis een bronzen maquette op een sokkel die is bekleed met Jerusalem Stone onthuld, en die werd gemaakt door de kunstenaar Jacques de Leeuwe.